# CDKN1C
Le gène CDKN1C est un gène qui code l'inhibiteur de kinase dépendant de la cycline 1C.
Il est localisé sur le bras court (p) du chromosome 11 à la position 15.4. Son emplacement moléculaire part de la paire de base 2 883 218 à 2 885 775 sur le chromosome 11 humain.

## Fonctions
Le gène CDKN1C fournit des instructions pour fabriquer une protéine qui aide à réguler la croissance. Cette protéine agit comme un suppresseur de tumeur, ce qui signifie qu'elle empêche les cellules de croître et de se diviser trop rapidement ou de manière incontrôlée. Il participe également au contrôle de la croissance avant la naissance, empêchant le fœtus en développement de devenir trop gros.
Les gens héritent d'une copie de la plupart des gènes de leur mère et d'une copie de leur père. Les deux copies sont généralement actives ou «activées» dans les cellules. Cependant, l'activité du gène CDKN1C dépend du parent dont il a été hérité. Dans la plupart des tissus, la copie du gène hérité de la mère d'une personne (la copie héritée de la mère) a une activité beaucoup plus élevée que la copie héritée du père (la copie héritée paternellement). Ce type de différence spécifique au parent dans l'activation des gènes est causé par un phénomène appelé empreinte génomique.
CDKN1C fait partie d'un cluster de gènes sur le bras court (p) du chromosome 11 qui subissent une empreinte génomique. Une région voisine de l'ADN connue sous le nom de centre d'impression 2 (IC2) ou KvDMR contrôle l'empreinte génomique spécifique au parent de CDKN1C et de plusieurs autres gènes censés aider à réguler la croissance. La région IC2 subit un processus appelé méthylation, qui est une réaction chimique qui attache de petites molécules appelées groupes méthyle à certains segments de l'ADN. La méthylation, qui se produit lors de la formation d'un ovule ou d'un spermatozoïde, est un moyen de marquer ou de "tamponner" le parent d'origine. La région IC2 est normalement méthylée uniquement sur la copie héritée de la mère du chromosome 11.

## Structure du gène

### Gène normale
CDKN1C comprend trois exons, dont deux codants. La variante de transcription la plus longue (NM_000076.2) possède 1943 nucléotides, dont 948 codants.

## Produit du gène

### Maladies génétiques en rapport avec ce gène
| Pathologie                     | Transmission          | Part de la responsabilité de gène |
| ------------------------------ | --------------------- | --------------------------------- |
| Syndrome de Beckwith-Wiedemann | Autosomique dominante | Peu fréquent                      |
| Syndrome IMAGE                 | Autosomique dominante | 100 %                             |